# Monument voor Joop den Uyl
Het Monument voor Joop den Uyl is een artistiek kunstwerk in Zaanstad. Het werd ontworpen door Jan Wolkers en onthuld in 1990.

## Geschiedenis
Bij de bouw van de Dr. J.M. den Uylbrug gaf de gemeente Zaanstad opdracht aan Jan Wolkers tot ontwerp van een beeld dat niet alleen zou verwijzen naar de brug en straat die eroverheen voert, maar ook verwees naar Joop den Uyl zelf, naamgever van weg en brug. Wolkers had al eerder een beeld voor Zaanstad ontworpen; zijn Leda en de zwaan staat al sinds 1958 op de Stationsstraat aldaar.
Wolkers moest eerst met een ideeënschets komen. Dat ontwerp werd afgekeurd door de plaatselijke adviescommissie met de omschrijving: "Weinig plastische werking en onvoldoende beeldende kracht". Ook vond de commissie dat een onbekendere kunstenaar het project gegund kon worden. Burgemeester en wethouders gingen hier niet in mee en verzochten Wolkers er verder mee aan de gang te gaan. Het basisidee van een bloem (vier gebogen segmenten van roestvast staal) en rood glas nam vastere vorm aan. Het beeld zou vijf meter hoog worden en circa 250.000 gulden gaan kosten, terwijl de brug zelf zestig miljoen gulden kostte. De discussie werd breed uitgemeten in de landelijke pers. Rond november 1990 werd het monument opgebouwd op het zuidwestelijk landhoofd van de brug. 
Op 13 december 1990 werd de brug geopend door minister Hanja Maij-Weggen; het beeld werd onthuld door Saskia Noorman-den Uyl, dochter van Joop en Liesbeth den Uyl. Zij vond dit abstracte beeld Joop den Uyl beter weergeven dan een figuratief beeld; hij was geen man van uiterlijkheden, aldus de dochter.

## Trivia
- Het originele idee van Wolkers werd in 1991 tentoongesteld in het bouwwerk "Monumento Urbano" van de Italiaanse architect Aldo Rossi, waarvan Wolkers de opening mocht verrichten
- Wolkers gaf zelf geen titel aan zijn beeld en vroeg Zaankanters zelf een naam te geven aan zijn beeld. Het resultaat betreffende naamgeving bleef onbekend